# Бад-Липпшпринге
Бад-Липпшпринге (нем. Bad Lippspringe) — город в Германии, курорт, расположен в земле Северный Рейн-Вестфалия.
Подчинён административному округу Детмольд. Входит в состав района Падерборн.  Население составляет 15 200 человек (на 31 декабря 2010 года). Занимает площадь 50,99 км². Официальный код  —  05 7 74 008.

## Фотографии

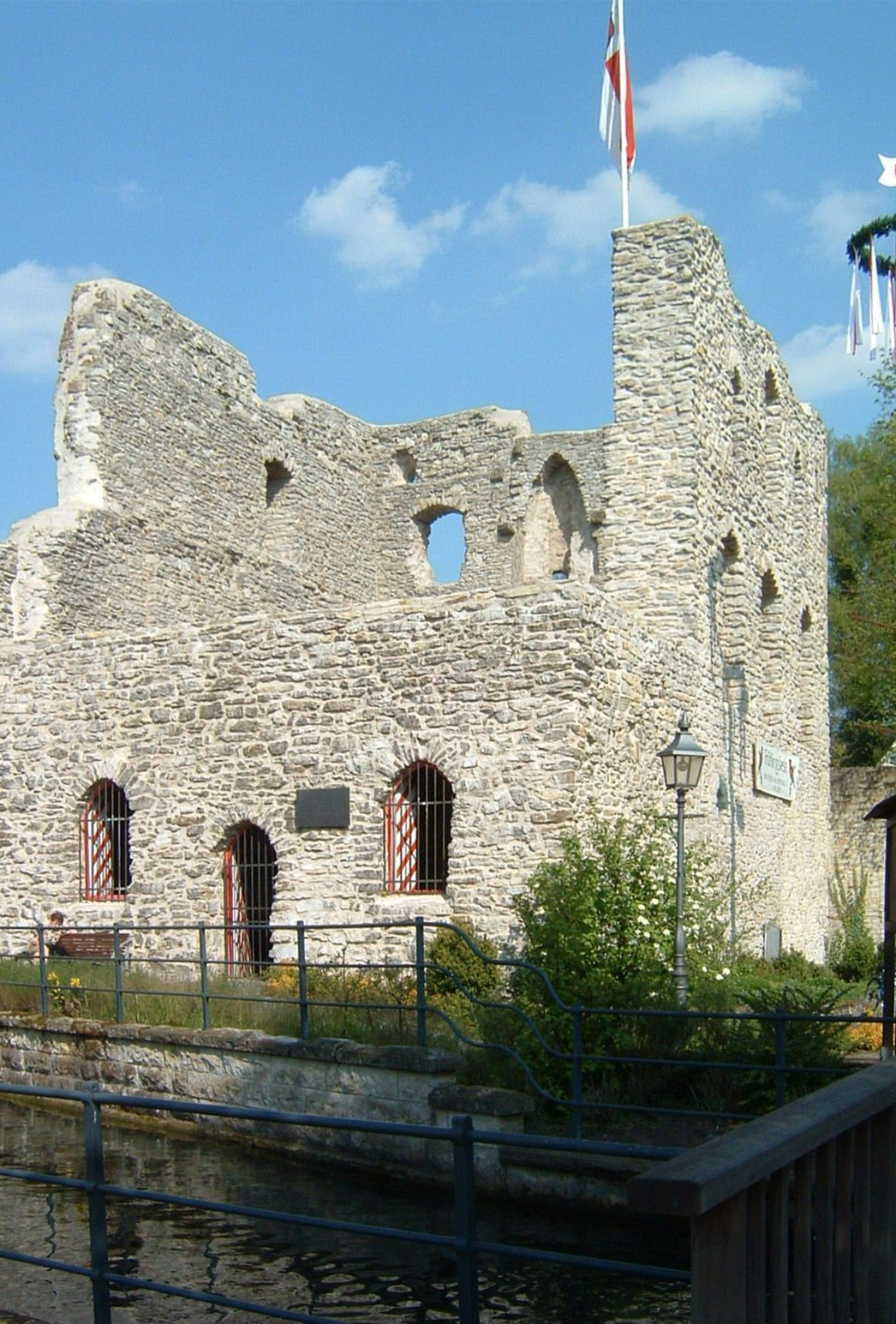
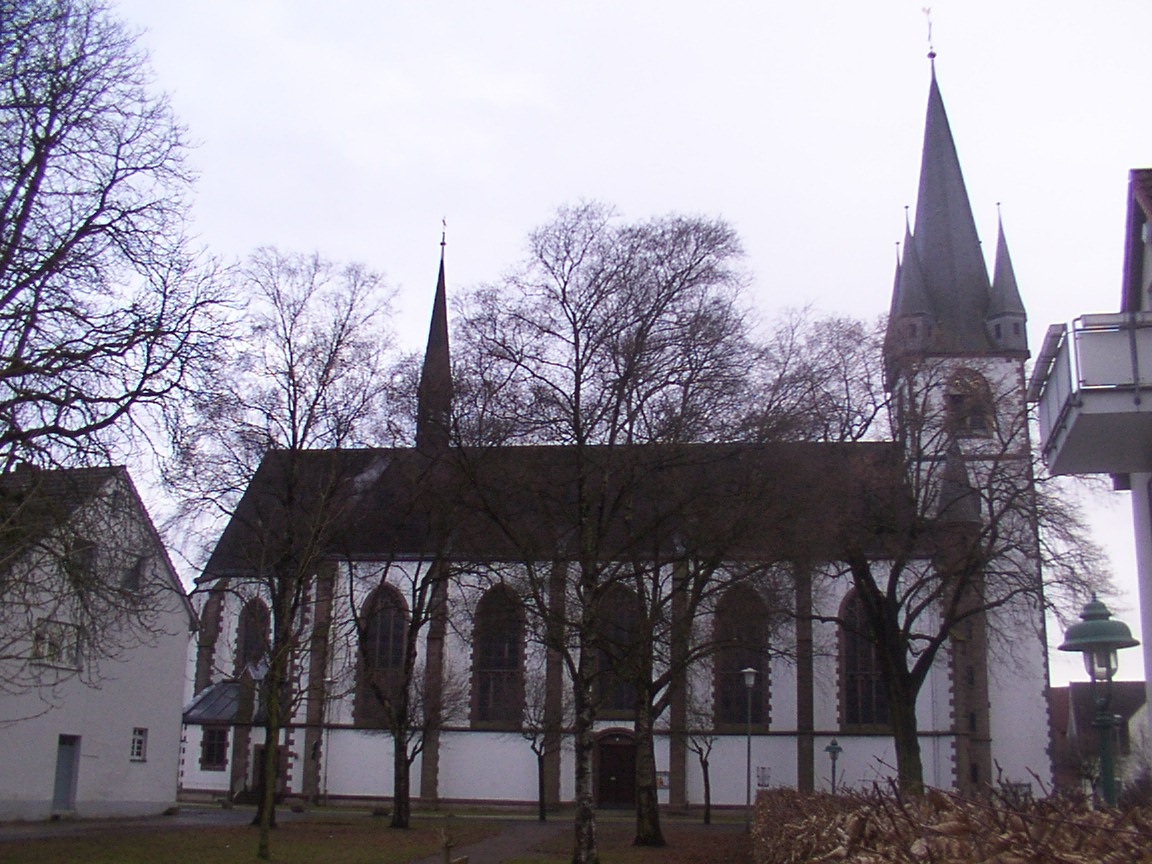
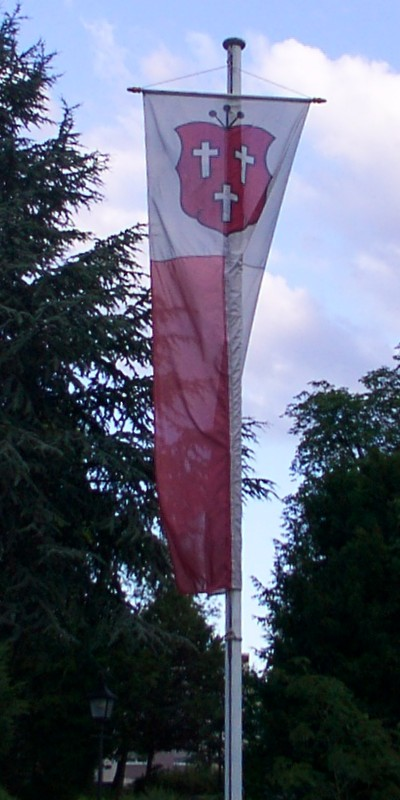